# U15
U15 är en grupp av 15 ledande forskningsintensiva universitet i Kanada. U15 bildades med namnet G10 1991. År 2006 utökades antalet universitet och gruppen fick då namnet U13 och 2011 tillkom två universitet och namnet byttes till nuvarande U15. U15:s huvudsakliga verksamhet är gemensamma forskningsprogram. Ordförandeskapet i U15 roterar mellan verkställande cheferna för de femton universiteten.

## Medlemmar[1]
| Universitet                    | Plats                       | Grundad | Medlem år |
| ------------------------------ | --------------------------- | ------- | --------- |
| Dalhousie University           | Halifax, Nova Scotia        | 1818    | 2006      |
| Université Laval               | Québec, Québec              | 1663    | 1991      |
| McGill University              | Montréal, Québec            | 1821    | 1991      |
| McMaster University            | Hamilton, Ontario           | 1887    | 1991      |
| Queen's University             | Kingston, Ontario           | 1841    | 1991      |
| University of Alberta          | Edmonton, Alberta           | 1908    | 1991      |
| University of British Columbia | Vancouver, British Columbia | 1908    | 1991      |
| University of Calgary          | Calgary, Alberta            | 1966    | 2006      |
| University of Manitoba         | Winnipeg, Manitoba          | 1877    | 2011      |
| Université de Montréal         | Montréal, Québec            | 1878    | 1991      |
| University of Ottawa           | Ottawa, Ontario             | 1848    | 2006      |
| University of Saskatchewan     | Saskatoon, Saskatchewan     | 1907    | 2011      |
| University of Toronto          | Toronto, Ontario            | 1827    | 1991      |
| University of Waterloo         | Waterloo, Ontario           | 1957    | 1991      |
| University of Western Ontario  | London, Ontario             | 1878    | 1991      |